# Nippo-Vini Fantini-Faizanè
El Nippo-Vini Fantini-Faizanè (código UCI: NIP) fue un equipo ciclista profesional italiano de categoría Profesional Continental.
Fue creado para la temporada 2011 con el nombre D'Angelo & Antenucci-Nippo, tras fusionarse los equipos Centri della Calzatura-Cavaliere de Italia y el Team Nippo de Japón. La primera temporada el equipo fue registrado en Italia, pero tras la desvinculación de la empresa italiana D'Angelo & Antenucci en 2012, el equipo fue registrado en Japón.
En 2014 llegó como principal patrocinador la bodega italiana Farnese, con su marca Fantini como principal patrocinador. Así el equipo pasó a denominarse Vini Fantini-Nippo.
En 2015, la formación dio el salto a la categoría Profesional Continental, además de cambiar la licencia nuevamente a Italia.
En julio de 2019 anunció su desaparición al término de la temporada debido a las nuevas reformas implementadas por la UCI para 2020.

## Corredor mejor clasificado en las Grandes Vueltas
| Año  | Giro de Italia          | Tour de Francia | Vuelta a España |
| ---- | ----------------------- | --------------- | --------------- |
| 2011 | -                       | -               | -               |
| 2012 | -                       | -               | -               |
| 2013 | -                       | -               | -               |
| 2014 | -                       | -               | -               |
| 2015 | 49.º Alessandro Bisolti | -               | -               |
| 2016 | 44.º Damiano Cunego     | -               | -               |
| 2017 | -                       | -               | -               |
| 2018 | -                       | -               | -               |
| 2019 | 102.º Ivan Santaromita  | -               | -               |

## Clasificaciones UCI
En su primera participación en los Circuitos Continentales UCI, logró puntuar en varios de ellos como el UCI Europe Tour Ranking, UCI America Tour Ranking, UCI Asia Tour Ranking y UCI Africa Tour Ranking.
| Temporada                | Clasificación por equipos | Mejor corredor       | Posición |
| 2010-2011 (Africa Tour)  | 13º                       | Bernardo Riccio      | 79.º     |
| 2010-2011 (America Tour) | 14º                       | Miguel Ángel Rubiano | 72.º     |
| 2010-2011 (Asia Tour)    | 10º                       | Miguel Ángel Rubiano | 34º      |
| 2010-2011 (Europa Tour)  | 17º                       | Fortunato Baliani    | 28º      |
| 2011-2012 (America Tour) | 5º                        | Maximiliano Richeze  | 2º       |
| 2011-2012 (Asia Tour)    | 4º                        | Maximiliano Richeze  | 9º       |
| 2011-2012 (Europe Tour)  | 59.º                      | Maximiliano Richeze  | 82.º     |
| 2012-2013 (Africa Tour)  | 13º                       | Fortunato Baliani    | 76.º     |
| 2012-2013 (Asia Tour)    | 2º                        | Julián Arredondo     | 1º       |
| 2012-2013 (Europe Tour)  | 70.º                      | Leonardo Pinizzotto  | 271.º    |
| 2013-2014 (Europe Tour)  | 24º                       | Grega Bole           | 19º      |
| 2013-2014 (Asia Tour)    | 8º                        | Grega Bole           | 7º       |
| 2013-2014 (Africa Tour)  | 20º                       | Willie Smit          | 102.º    |
| 2015 (Europe Tour)       | 41.º                      | Damiano Cunego       | 74.º     |
| 2015 (America Tour)      | 44.º                      | Nicolas Marini       | 336º     |
| 2015 (Asia Tour)         | 4º                        | Nicolas Marini       | 12º      |
| 2016 (America Tour)      | 47.º                      | Damiano Cunego       | 441º     |
| 2016 (Asia Tour)         | 6º                        | Grega Bole           | 54.º     |
| 2016 (Europe Tour)       | 29.º                      | Grega Bole           | 81.º     |
| 2017 (America Tour)      | 30.º                      | Marco Canola         | 96.º     |
| 2017 (Asia Tour)         | 5º                        | Marco Canola         | 6º       |
| 2017 (Europe Tour)       | 13º                       | Marco Canola         | 13º      |
| 2018 (America Tour)      | 42.º                      | Ivan Santaromita     | 413º     |
| 2018 (Asia Tour)         | 9º                        | Hideto Nakane        | 21º      |
| 2018 (Europe Tour)       | 9º                        | Marco Canola         | 21º      |
| 2019 (Europe Tour)       | 24º                       | Nicola Bagioli       | 246º     |

## Palmarés

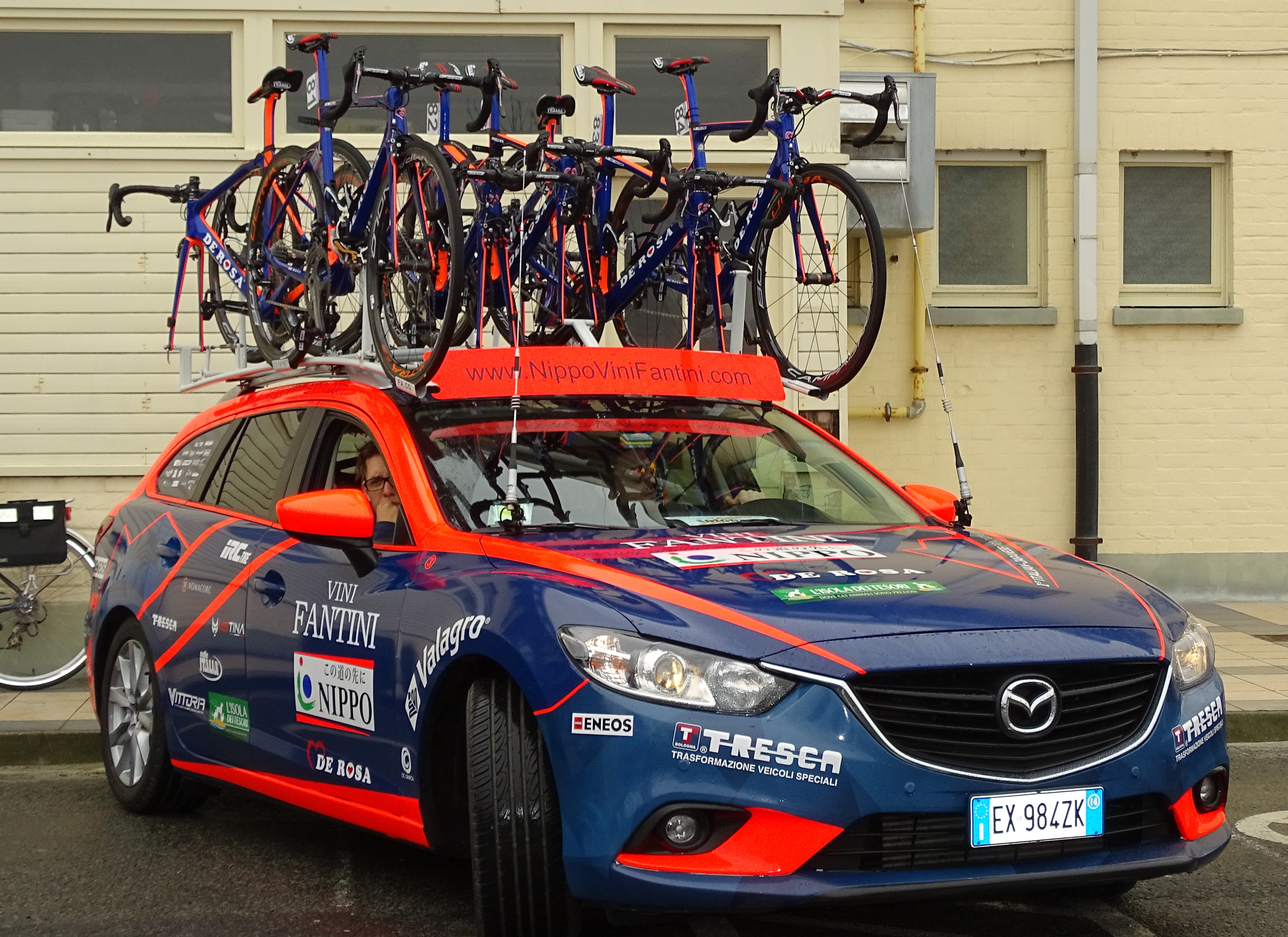
Vehículo del equipo.

Para años anteriores, véase Palmarés del Nippo-Vini Fantini-Faizanè

### Palmarés 2019

#### UCI WorldTour
| Fechas     | Carreras                      | Ganador      |
| 30 de mayo | 18.ª etapa del Giro de Italia | Damiano Cima |

#### Circuitos Continentales UCI
| Fechas          | Circuito              | Carreras                        | Ganador          |
| 21 de marzo     | UCI Asia Tour 2019    | 5.ª etapa del Tour de Taiwán    | Giovanni Lonardi |
| 1 de abril      | UCI Asia Tour 2019    | 1.ª etapa del Tour de Tailandia | Giovanni Lonardi |
| 16 de junio     | UCI Asia Tour 2019    | Tour de Corea                   | Filippo Zaccanti |
| 16 de agosto    | UCI America Tour 2019 | 4.ª etapa del Tour de Utah      | Marco Canola     |
| 6 de septiembre | UCI Asia Tour 2019    | 1.ª etapa del Tour de Hokkaido  | Filippo Zaccanti |
| 8 de septiembre | UCI Asia Tour 2019    | Tour de Hokkaido                | Filippo Zaccanti |

#### Campeonatos nacionales
| Fechas | Carreras | Ganador |

## Plantilla
Para años anteriores véase: Plantillas del Nippo-Vini Fantini-Faizanè

### Plantilla 2019
| Corredor           | Nacimiento | Nacionalidad | Equipo 2018                               |
| Ruben Dario Acosta | 20/08/1996 | Colombia     | Bicicletas Strongman Colombia Coldeportes |
| Nicola Bagioli     | 19/02/1995 | Italia       | Nippo-Vini Fantini-Europa Ovini           |
| Joan Bou           | 16/01/1997 | España       | Nippo-Vini Fantini-Europa Ovini           |
| Marco Canola       | 26/12/1988 | Italia       | Nippo-Vini Fantini-Europa Ovini           |
| Imerio Cima        | 29/10/1997 | Italia       | Nippo-Vini Fantini-Europa Ovini           |
| Damiano Cima       | 13/09/1993 | Italia       | Nippo-Vini Fantini-Europa Ovini           |
| Sho Hatsuyama      | 17/08/1988 | Japón        | Nippo-Vini-Fantini-Europa Ovini           |
| Masakazu Ito       | 12/06/1988 | Japón        | Nippo-Vini Fantini-Europa Ovini           |
| Juan José Lobato   | 30/12/1988 | España       | Nippo-Vini Fantini-Europa Ovini           |
| Giovanni Lonardi   | 09/11/1996 | Italia       | Neoprofesional                            |
| Moreno Moser       | 25/12/1990 | Italia       | Astana Pro Team                           |
| Hideto Nakane      | 02/05/1990 | Japón        | Nippo-Vini Fantini-Europa Ovini           |
| Hiroki Nishimura   | 20/10/1994 | Japón        | Nippo-Vini Fantini-Europa Ovini           |
| Alejandro Osorio   | 28/05/1998 | Colombia     | GW Shimano                                |
| Ivan Santaromita   | 30/04/1984 | Italia       | Nippo-Vini Fantini-Europa Ovini           |
| Hayato Yoshida     | 19/05/1989 | Japón        | Nippo-Vini Fantini-Europa Ovini           |
| Filippo Zaccanti   | 12/09/1995 | Italia       | Nippo-Vini Fantini-Europa Ovini           |

1. ↑  Hasta el 10 de mayo.

Stagiaires

Desde el 1 de agosto, los siguientes corredores pasaron a formar parte del equipo como stagiaires (aprendices a prueba).
| Corredor          | Nacimiento | Nacionalidad | Equipo 2019       |
| ----------------- | ---------- | ------------ | ----------------- |
| Filippo Fiorelli  | 19/11/1994 | Italia       |                   |
| Masahiro Ishigami | 20/10/1997 | Japón        |                   |
| Keigo Kusaba      | 08/09/1996 | Japón        | Aisan Racing Team |